# Odlotowy nielot
Odlotowy nielot (org. Lói: Þú Flýgur Aldrei Einn) – belgijsko-islandzki film animowany z 2018 roku. Fabułę filmu oparto na islandzkich baśniach.

## Treść
Wiosną z jajka wykluwa się pisklak Franek. Szybko dorasta, ale nauka latanie nie idzie mu najlepiej. W trakcie jednej z lekcji fruwania Franek zostaje porwany przez wiejskiego kota. Rodzina po bezowocnych poszukiwaniach, uznaje go za zaginionego i odlatuje do ciepłych krajów bez niego. Frankowi udaje się jednak uciec. By przetrwać zimę, musi sam udać się na południe. W niebezpiecznej wędrówce wspomaga go nowo poznany przyjaciel - pardwa Gwidon 

## Oryginalny dubbing
- Jamie Oram - Franek
- John Stamos - Giron
- Sean Astin- Lis
- Harriet Perring - Ploeveria
- Richard Wills-Cotton - sokół Cień